# Grand Prix automobile d'Allemagne 1997
GP précédent GP suivant
Le Grand Prix automobile d'Allemagne 1997 (Grosser Mobil 1 Preis von Deutschland 1997), disputé sur le circuit d'Hockenheim le 27 juillet 1997, est la 607e épreuve du championnat du monde de Formule 1 courue depuis 1950 et la dixième manche du championnat 1997.

## Résultats des qualifications

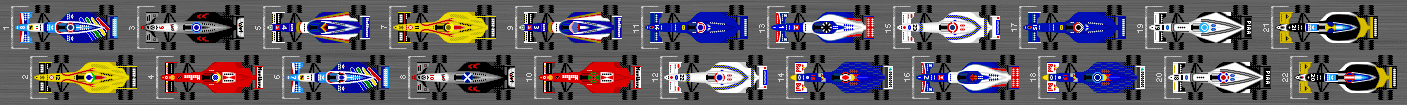
La grille de qualification du Grand Prix d'Allemagne 1997.

| Pos.                           | No | Pilote                | Écurie                  | Temps    | Écart  | Tours |
| ------------------------------ | -- | --------------------- | ----------------------- | -------- | ------ | ----- |
| 1                              | 8  | Gerhard Berger        | Benetton-Renault        | 1:41.873 |        | 10    |
| 2                              | 12 | Giancarlo Fisichella  | Jordan-Peugeot          | 1:41.896 | +0.023 | 12    |
| 3                              | 9  | Mika Häkkinen         | McLaren Racing-Mercedes | 1:42.034 | +0.161 | 10    |
| 4                              | 5  | Michael Schumacher    | Ferrari                 | 1:42.181 | +0.308 | 11    |
| 5                              | 4  | Heinz-Harald Frentzen | Williams-Renault        | 1:42.421 | +0.548 | 12    |
| 6                              | 7  | Jean Alesi            | Benetton-Renault        | 1:42.493 | +0.620 | 10    |
| 7                              | 11 | Ralf Schumacher       | Jordan-Peugeot          | 1:42.498 | +0.625 | 12    |
| 8                              | 10 | David Coulthard       | McLaren-Mercedes        | 1:42.687 | +0.814 | 10    |
| 9                              | 3  | Jacques Villeneuve    | Williams-Renault        | 1:42.967 | +1.094 | 12    |
| 10                             | 6  | Eddie Irvine          | Ferrari                 | 1:43.209 | +1.336 | 12    |
| 11                             | 14 | Jarno Trulli          | Prost-Mugen-Honda       | 1:43.226 | +1.353 | 12    |
| 12                             | 22 | Rubens Barrichello    | Stewart-Ford            | 1:43.272 | +1.399 | 10    |
| 13                             | 1  | Damon Hill            | Arrows-Yamaha           | 1:43.361 | +1.488 | 12    |
| 14                             | 16 | Johnny Herbert        | Sauber-Petronas         | 1:43.660 | +1.787 | 12    |
| 15                             | 23 | Jan Magnussen         | Stewart-Ford            | 1:43.927 | +2.054 | 10    |
| 16                             | 2  | Pedro Diniz           | Arrows-Yamaha           | 1:44.069 | +2.196 | 10    |
| 17                             | 15 | Shinji Nakano         | Prost-Mugen-Honda       | 1:44.112 | +2.239 | 12    |
| 18                             | 17 | Norberto Fontana      | Sauber-Petronas         | 1:44.552 | +2.679 | 12    |
| 19                             | 19 | Mika Salo             | Tyrrell-Ford            | 1:45.372 | +3.499 | 12    |
| 20                             | 18 | Jos Verstappen        | Tyrrell-Ford            | 1:45.811 | +3.938 | 12    |
| 21                             | 21 | Tarso Marques         | Minardi-Hart            | 1:45.942 | +4.069 | 12    |
| 22                             | 20 | Ukyo Katayama         | Minardi-Hart            | 1:46.499 | +4.626 | 12    |
| Règle des 107% (en) : 1:49.004 |    |                       |                         |          |        |       |

## Classement

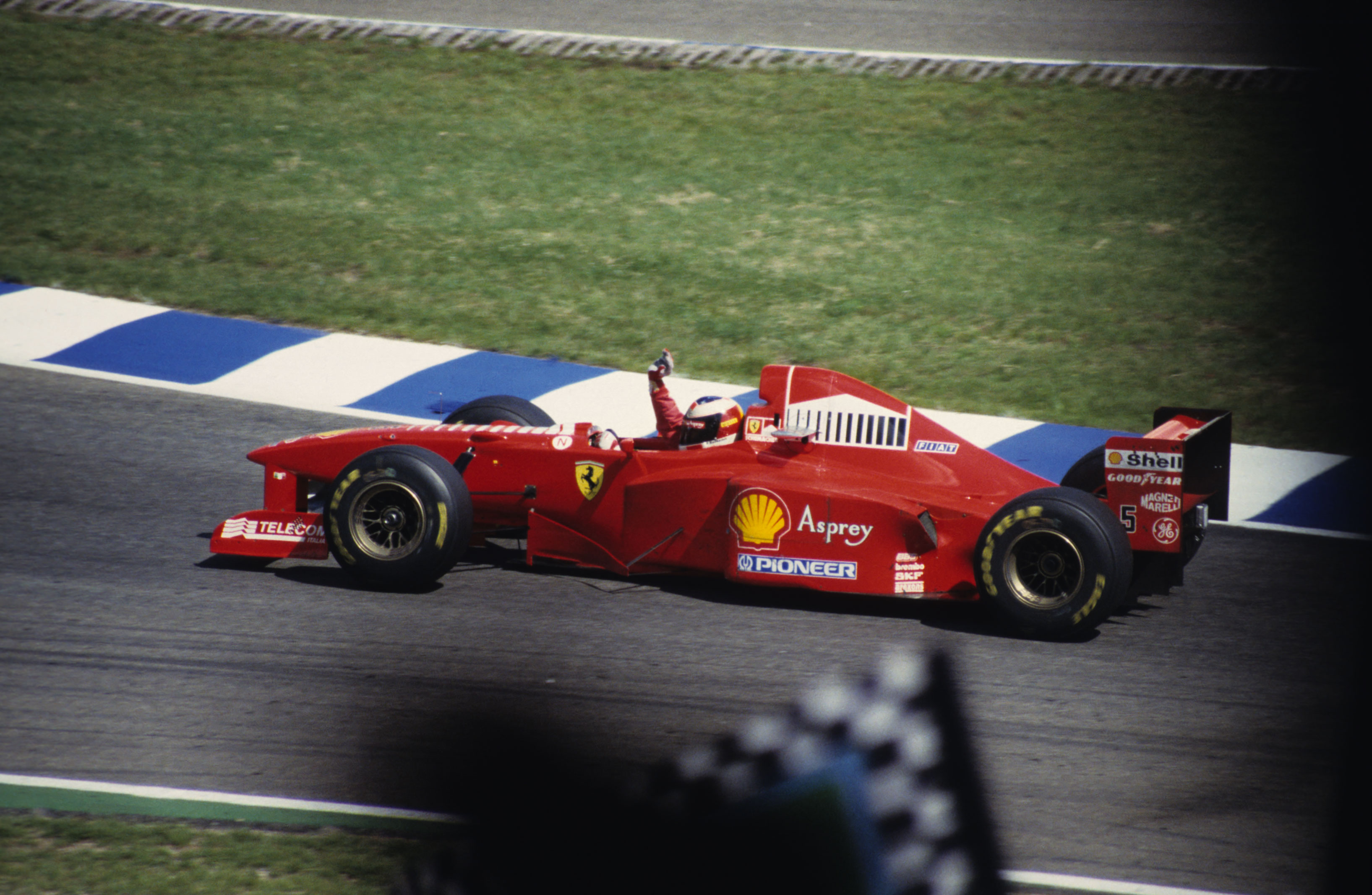
Michael Schumacher termine second de l'édition 1997

| Pos. | No | Pilote                | Écurie            | Tours | Temps/Abandon                      | Grille | Points |
| ---- | -- | --------------------- | ----------------- | ----- | ---------------------------------- | ------ | ------ |
| 1    | 8  | Gerhard Berger        | Benetton-Renault  | 45    | 1 h 20 min 59 s 046 (227,478 km/h) | 1      | 10     |
| 2    | 5  | Michael Schumacher    | Ferrari           | 45    | + 17 s 527                         | 4      | 6      |
| 3    | 9  | Mika Häkkinen         | McLaren-Mercedes  | 45    | + 24 s 770                         | 3      | 4      |
| 4    | 14 | Jarno Trulli          | Prost-Mugen-Honda | 45    | + 27 s 165                         | 11     | 3      |
| 5    | 11 | Ralf Schumacher       | Jordan-Peugeot    | 45    | + 29 s 995                         | 7      | 2      |
| 6    | 7  | Jean Alesi            | Benetton-Renault  | 45    | + 34 s 717                         | 6      | 1      |
| 7    | 15 | Shinji Nakano         | Prost-Mugen-Honda | 45    | + 1 min 19 s 722                   | 17     |        |
| 8    | 1  | Damon Hill            | Arrows-Yamaha     | 44    | + 1 tour                           | 13     |        |
| 9    | 17 | Norberto Fontana      | Sauber-Petronas   | 44    | + 1 tour                           | 18     |        |
| 10   | 18 | Jos Verstappen        | Tyrrell-Ford      | 44    | + 1 tour                           | 20     |        |
| 11   | 12 | Giancarlo Fisichella  | Jordan-Peugeot    | 40    | Crevaison                          | 2      |        |
| Abd. | 3  | Jacques Villeneuve    | Williams-Renault  | 33    | Accident                           | 9      |        |
| Abd. | 19 | Mika Salo             | Tyrrell-Ford      | 33    | Embrayage                          | 19     |        |
| Abd. | 22 | Rubens Barrichello    | Stewart-Ford      | 33    | Moteur                             | 12     |        |
| Abd. | 23 | Jan Magnussen         | Stewart-Ford      | 27    | Moteur                             | 15     |        |
| Abd. | 20 | Ukyo Katayama         | Minardi-Hart      | 23    | Panne d'essence                    | 22     |        |
| Abd. | 16 | Johnny Herbert        | Sauber-Petronas   | 8     | Collision                          | 14     |        |
| Abd. | 2  | Pedro Diniz           | Arrows-Yamaha     | 8     | Collision                          | 16     |        |
| Abd. | 10 | David Coulthard       | McLaren-Mercedes  | 1     | Collision                          | 8      |        |
| Abd. | 4  | Heinz-Harald Frentzen | Williams-Renault  | 1     | Collision                          | 5      |        |
| Abd. | 6  | Eddie Irvine          | Ferrari           | 1     | Collision                          | 10     |        |
| Abd. | 21 | Tarso Marques         | Minardi-Hart      | 0     | Transmission                       | 21     |        |

## Pole position et record du tour
- Pole position : Gerhard Berger en 1 min 41 s 873 (vitesse moyenne : 241,112 km/h).
- Meilleur tour en course : Gerhard Berger en 1 min 45 s 747 au 9e tour (vitesse moyenne : 232,279 km/h).

## Tours en tête
- Gerhard Berger : 38 (1-17 / 25-45)
- Giancarlo Fisichella : 7 (18-24)

## Statistiques
- 10e et dernière victoire de Gerhard Berger.
- 27e victoire pour Benetton en tant que constructeur, la seule sous la nationalité italienne.
- 92e victoire pour Renault en tant que motoriste.